# Орлов, Александр Иванович (дирижёр)
Алекса́ндр Ива́нович Орло́в (18 (30) августа 1873, Санкт-Петербург — 10 октября 1948, Москва) — русский и советский дирижёр. Народный артист РСФСР (1944). Работал как оперный и симфонический дирижёр в разных городах России и СССР. Первый руководитель Оркестра Всесоюзного радиокомитета.

## Биография

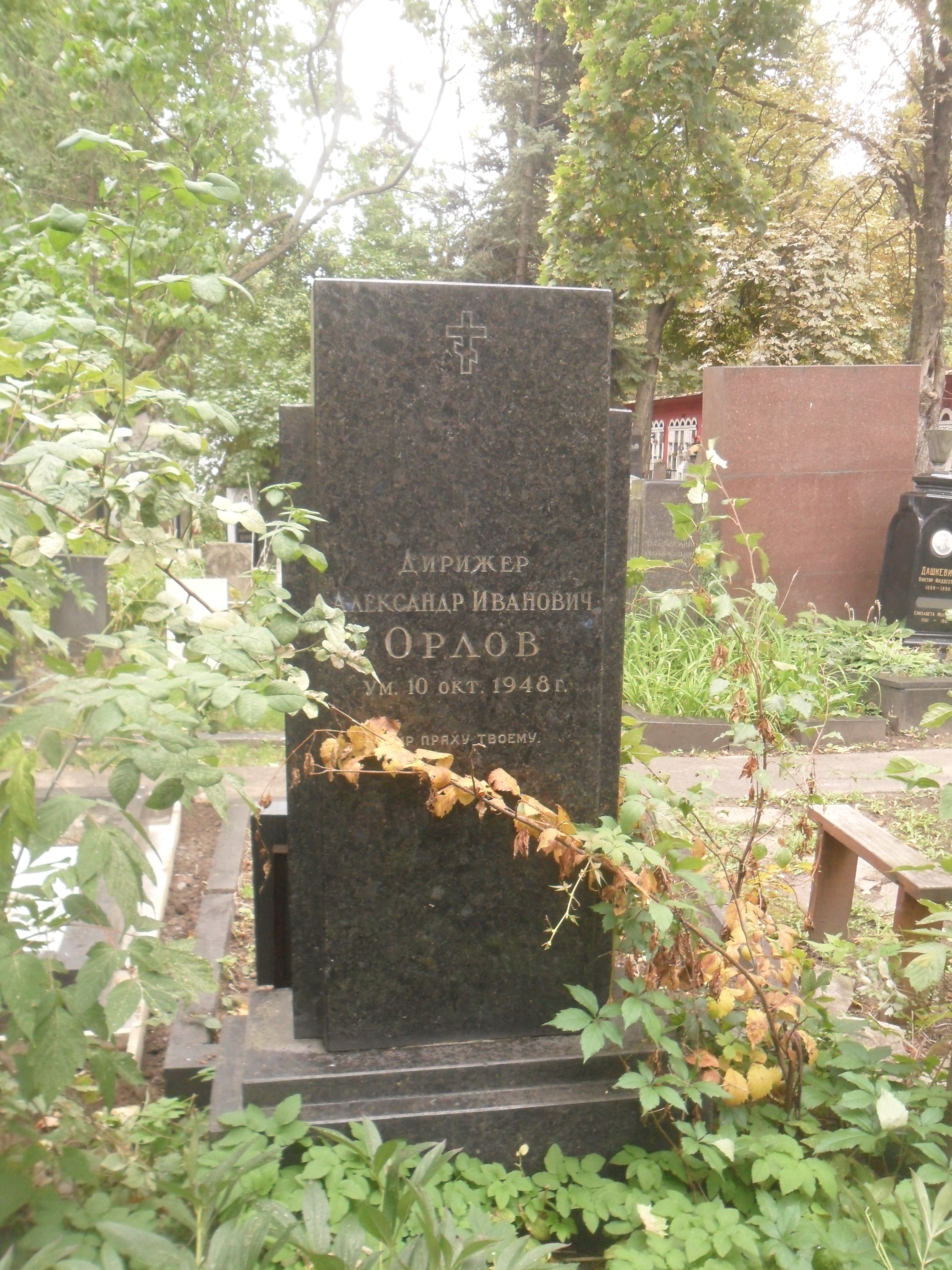
Могила Орлова на Новодевичьем кладбище Москвы.

Учился игре на скрипке в Петербургской консерватории у П. А. Краснокутского, дирижированию — у П. Ф. Юона в Берлине.
С 1891 играл в различных оркестрах, с 1902 дирижировал Кубанским войсковым симфоническим оркестром.
С 1907 года работал симфоническим и оперным дирижёром в городах южной России, в том числе в оперном товариществе М. Максакова.
В 1912—1917 годах — дирижёр симфонического оркестра С. А. Кусевицкого в Москве; одновременно осуществил ряд оперных постановок (1914—1924).
В 1925—29 годах — главный дирижёр Киевской государственной оперы, а 1927-29 — профессор Киевской консерватории (среди учеников — Н. Г. Рахлин).
В 1930—1937 гг. возглавлял Оркестр Всесоюзного радиокомитета; записывался (с 1934) с ним на пластинки.
Орлов — первый исполнитель многих произведений советских композиторов. Руководил постановкой оперных спектаклей на радио.

## Награды и звания
- Орден Ленина (1943)
- Заслуженный деятель искусств РСФСР (16 сентября 1943)
- Народный артист РСФСР (20 декабря 1944)

## Оперные записи
- 1937 — П. И. Чайковский: «Евгений Онегин» (Онегин — Пантелеймон Норцов, Ленский — Иван Козловский, Татьяна — Елена Кругликова)
- 1945 — А. С. Серов: «Рогнеда» (Рогнеда — Софья Киселева, Владимир Красное Солнышко — Даниил Демьянов)
- 1946 — Дж. Пуччини: «Манон Леско» (Манон — Наталия Рождественская, Де Грие — Дмитрий Тархов)
- 1946 — А. С. Даргомыжский: «Каменный гость» (Дон Жуан — Дмитрий Тархов, Донна Анна — Наталия Рождественская)
- 1946 — Л. Делиб: «Лакме» (Лакме — Надежда Казанцева, Джеральд — Сергей Лемешев)
- 1946 — К. М. фон Вебер: «Волшебный стрелок» (монтаж; Макс — Дмитрий Тархов, Агата — Лина Шухат)
- 1947 — Дж. Верди: «Травиата» (Виолетта — Елизавета Шумская, Альфред Жермон — Иван Козловский, Жорж Жермон — Павел Лисициан)
- 1947 — А. Тома: «Миньон» (Миньон — Нина Александрийская, Вильгельм Мейстер — Георгий Виноградов, Филина — Надежда Казанцева, Лотарио — Георгий Абрамов)
- 1947 — Ш. Гуно: «Ромео и Джульетта» (Ромео — Иван Козловский, Джульетта — Елизавета Шумская)
- 1948 — П. И. Чайковский: «Евгений Онегин» (Онегин — Андрей Иванов, Ленский — Иван Козловский, Татьяна — Елена Кругликова)
- 1948 — П. И. Чайковский: «Опричник» (Андрей — Дмитрий Тархов, Наталья — Наталия Рождественская, Морозова — Людмила Легостаева)